# Gnophomyia pulvinaris
Gnophomyia pulvinaris är en tvåvingeart som beskrevs av Alexander 1945. Gnophomyia pulvinaris ingår i släktet Gnophomyia och familjen småharkrankar.
Artens utbredningsområde är Costa Rica. Inga underarter finns listade i Catalogue of Life.